# Ельфгар
Ельфгар (*Ælfgar, д/н —1062) — ерл Східної Англії у 1051—1052 та 1053—1055 роках, ерл Мерсії у 1057—1062 роках.

## Життєпис
Походив з родової англосаксонської аристократії. Був сином Леофріка, ерла Мерсії, та Годиви. Про дату народження нічого невідомо, втім висловлюється думка, що це відбулося до 1015 року. Здобув досвід управління проти урядування батька.
Під час опали Годвіна Вессекського 1051 року Ельфгар отримав раніше належав Годвіну титул ерла Східної Англії. Проте 1052 року Годвін повернувся до Англії і відновили свій вплив. Після смерті Годвіна в 1053 році його син Гарольд успадкував тільки Вессекс, а Ельфгар повернув собі Східну Англію.
Правління Ельфгара в Східній Англії тривало недовго: в 1055 році він був звинувачений у державній зраді і вигнаний з країни. Замість нього ерлом Східної Англії став Гірс Годвінсон. Обставини цієї справи не збереглися в джерелах, тому невідомо, чи дійсно зрада мала місце, або це його вигнання було спровоковано Годвінсонами.
Ельфгар не вважав себе винним, оскільки він негайно вирушив до Ірландії, де набрав норвезько-кельтських найманців і з 18 кораблями відплив до Вельсу. Там він заручився підтримкою Гріфіда ап Ллівеліна, короля Гвінеда і Повіса. Об'єднане військо Ельфгара і Гріфіда перейшло англійський кордон і 24 жовтня розбило війська Ральфа Мантського, ерла Херефорда. Незабаром союзники захопили і спалили Херефорд. Для організації відсічі англійцями була сформована велика армія, на чолі якої став Гарольд Годвінсон. Ельфгар відступив в Південний Уельс. Сили обох сторін були приблизно рівні, тому конфлікт був вирішений мирним шляхом: Ельфгар отримав назад свої володіння і титул ерла, а Гріфід придбав невелику прикордонну територію.
1057 році, після смерті свого батька, Ельфгар став ерлом Мерсії. Всі інші провінції англосаксонського королівства в цей час потрапили під владу Годвінсонів. Незважаючи на свої великі володіння в північно-західній Англії, Ельфгару загрожувала повна ізоляція. Це сприяло зміцненню його союзу з Вельсом.
1058 року після того, як Ельфгара знову було зміщено королем Едуардом. На запрошення Ельфгара норвезький флот атакував англійське узбережжя. Це допомогло Ельфгару відновити свою владу в Мерсії, проте від участі в загальнодержавній політиці він був відсторонений. Управління англосаксонським королівством цілком сконцентрувалося в руках Гарольда Годвінсона.
Ельфгар помер у 1062 році. Його смерть відкрила перед Гарольдом Годвінсоном шлях до престолу Англії, оскільки в країні не залишилося сили, здатної оскаржити право Гарольда на престол. Влада над Мерсією успадкував старший син Едвін.

## Родина
Дружина — Елфгіфу
- Бургхерд (д/н—1060)
- Едвін (д/н—1071), ерл Мерсії у 1062—1071 роках
- Моркар (д/н—1087), ерл Нортумбрії у 1065—1066 роках
- Ельдгита, дружина 1) Гріфіда ап Ллівеліна; 2) Гарольда II, короля Англії